# 알브레히트 폰 바이에른 (1905년)
알브레히트 폰 바이에른(독일어: Albrecht von Bayern, 1905년 5월 3일 ~ 1996년 7월 8일)은  바이에른의 마지막 왕세자인 루프레히트 폰 바이에른 왕세자와 그의 첫 번째 부인인 바이에른 여공작 마리 가브리엘레의 아들이었다. 그는 그 결혼에서 성인이 된 유일한 아이였다. 그의 친할아버지는 1918년에 폐위된 바이에른의 마지막 왕인 루트비히 3세였다.